# 에스타디오 데 로스 후에고스 메디테라네오스
지중해 게임 경기장(스페인어: Estadio de los Juegos Mediterráneos, 협찬사 명칭을 따 파워 호스 스타디움(스페인어: Power Horse Stadium)으로도 불림)은 스페인 알메리아의 다목적 경기장이다. 이 구장은 알메리아의 안방으로 15,274명을 수용할 수 있다.

## 역사
2004년 7월 31일에 개장한 이 구장은 본래 2005년 지중해 게임 개최를 위해 €21M의 비용을 들여 완공했고, 알메리아 시청이 관리한다. 이후 이 구장은 알메리아의 안방으로 후안 로하스 시립 경기장을 대신하게 되었는데, 이 구장은 알메리아 2군이 현재 사용하고 있다.
구장의 수용 인원은 알메리아가 라 리가로 승격하면서 15,000명에서 21,350명으로 늘어났다. 2012년을 기점으로, 골대 뒤쪽에 가변석을 설치해 경기장에서 먼 부분을 사용하지 않기 때문에 축구를 관전할 수 인원은 15,274명에 불과하다. 2021년 8월, 알메리아 시청은 알메리아의 경기장 임차 기간을 25년 연장했다.

## 찾아가는 방법
알메리아 중앙역에서 2km 가량 떨어진 곳에 있으며, 도심에서 약간 떨어져 있는 경기장은 자차 없이도 철도나 7번 버스를 통해 경기장에 도달할 수 있다.

## 스페인 국가대표팀 경기
2005년 2월 9일, 스페인은 이 경기장에서 산 마리노와 2006년 월드컵 예선전을 치러 5-0으로 이겼다.

## 갤러리

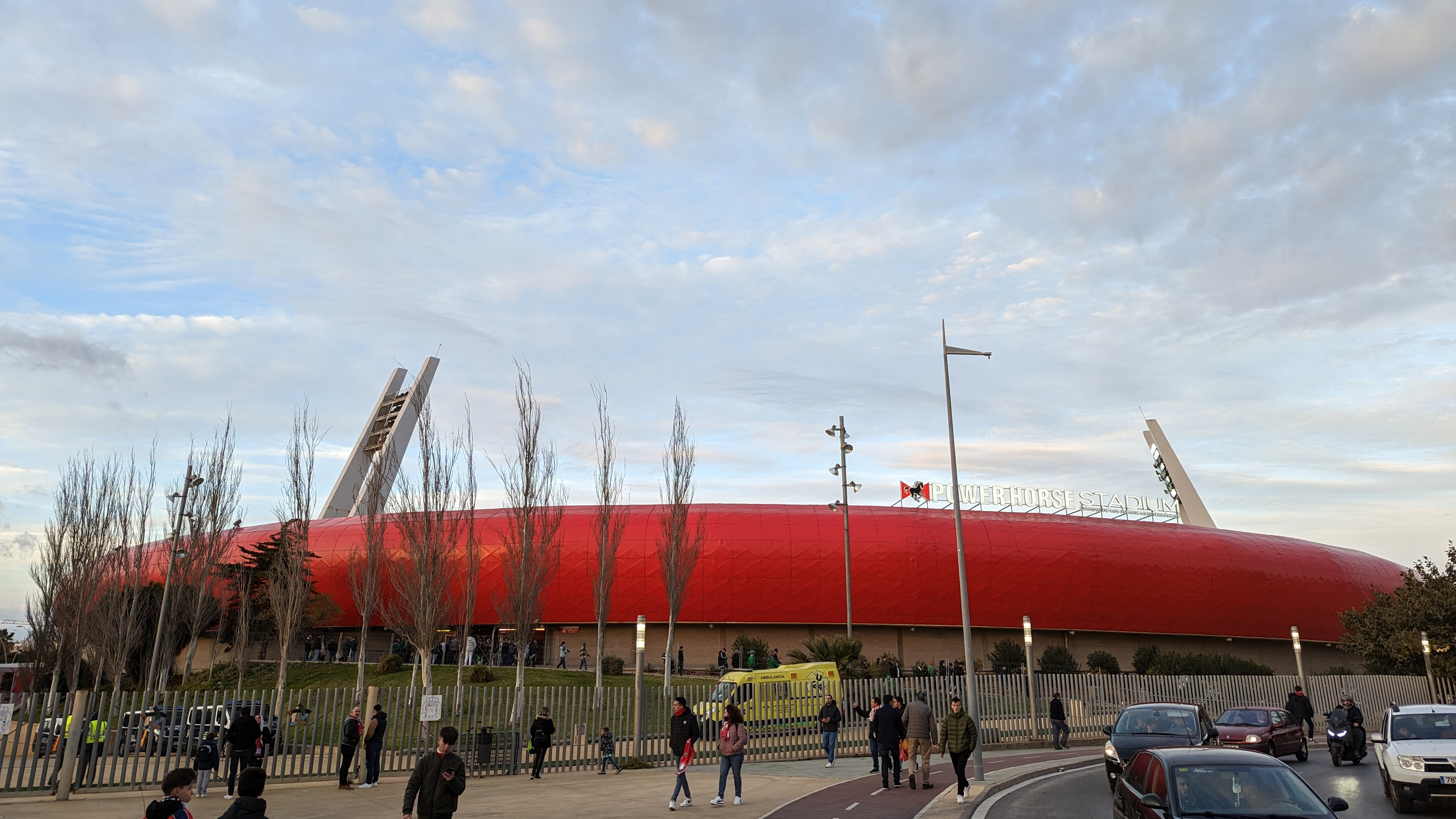
2023년의 경기장 전경
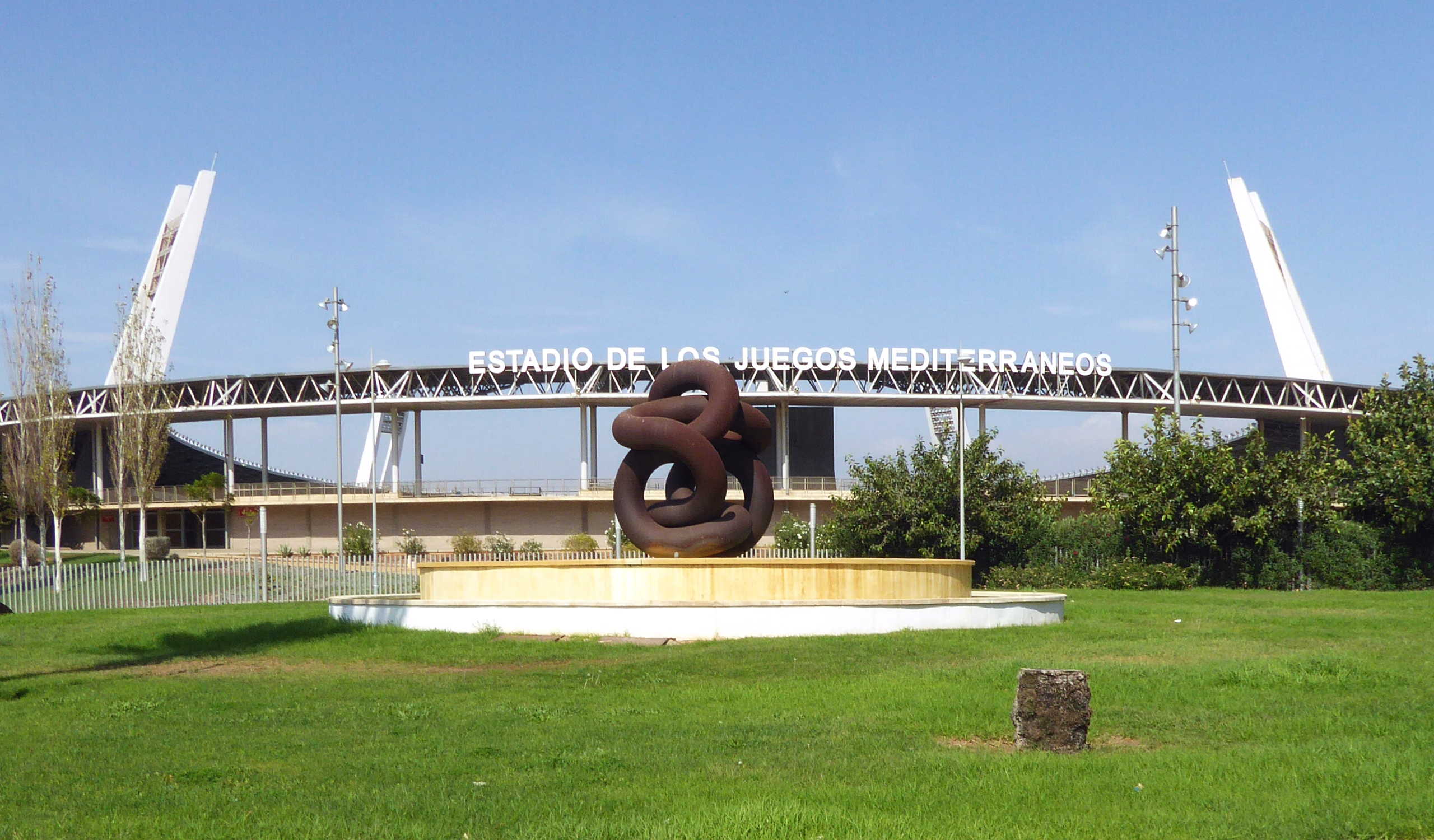
지중해 게임 경기장
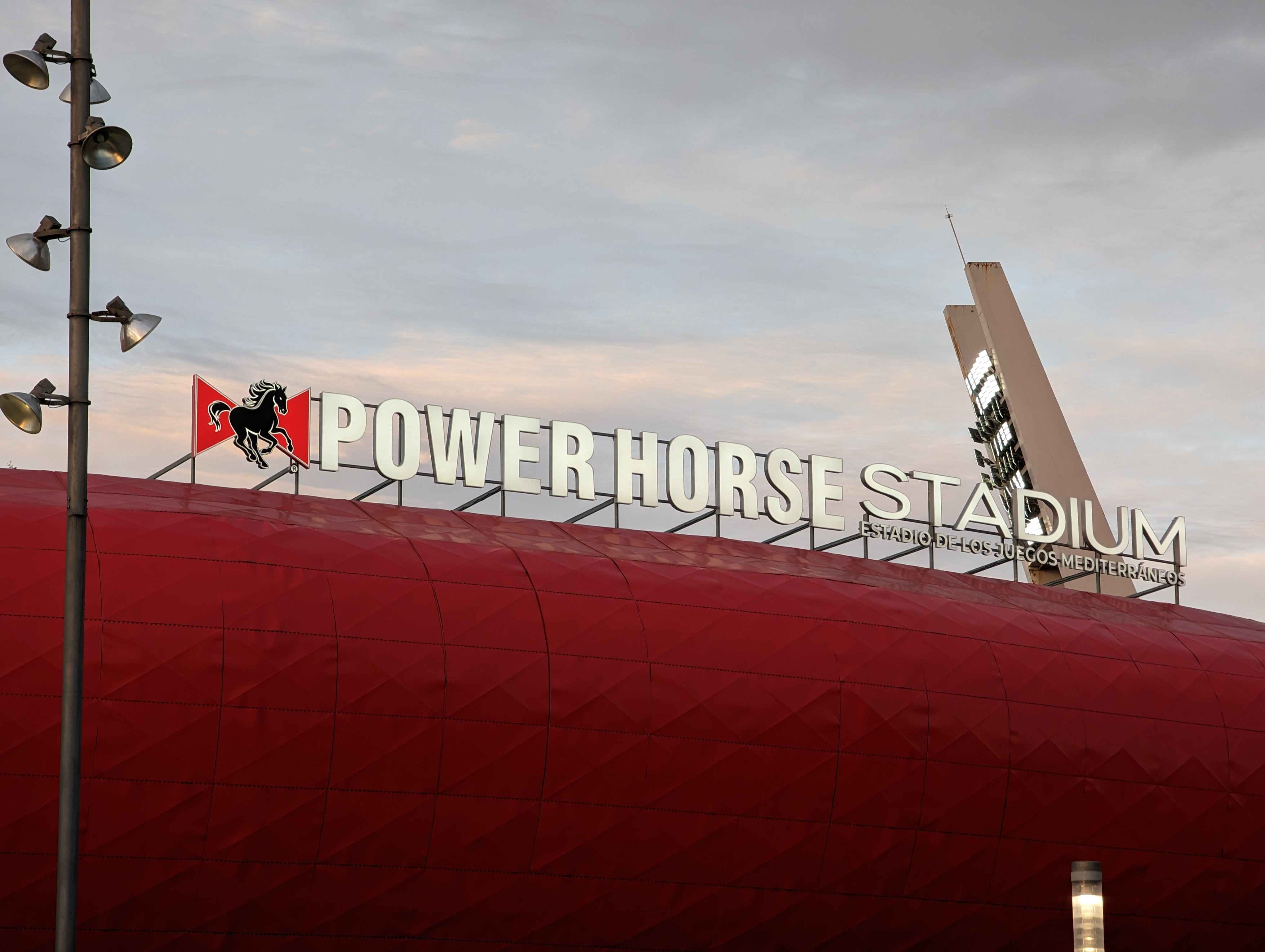
경기장 외관
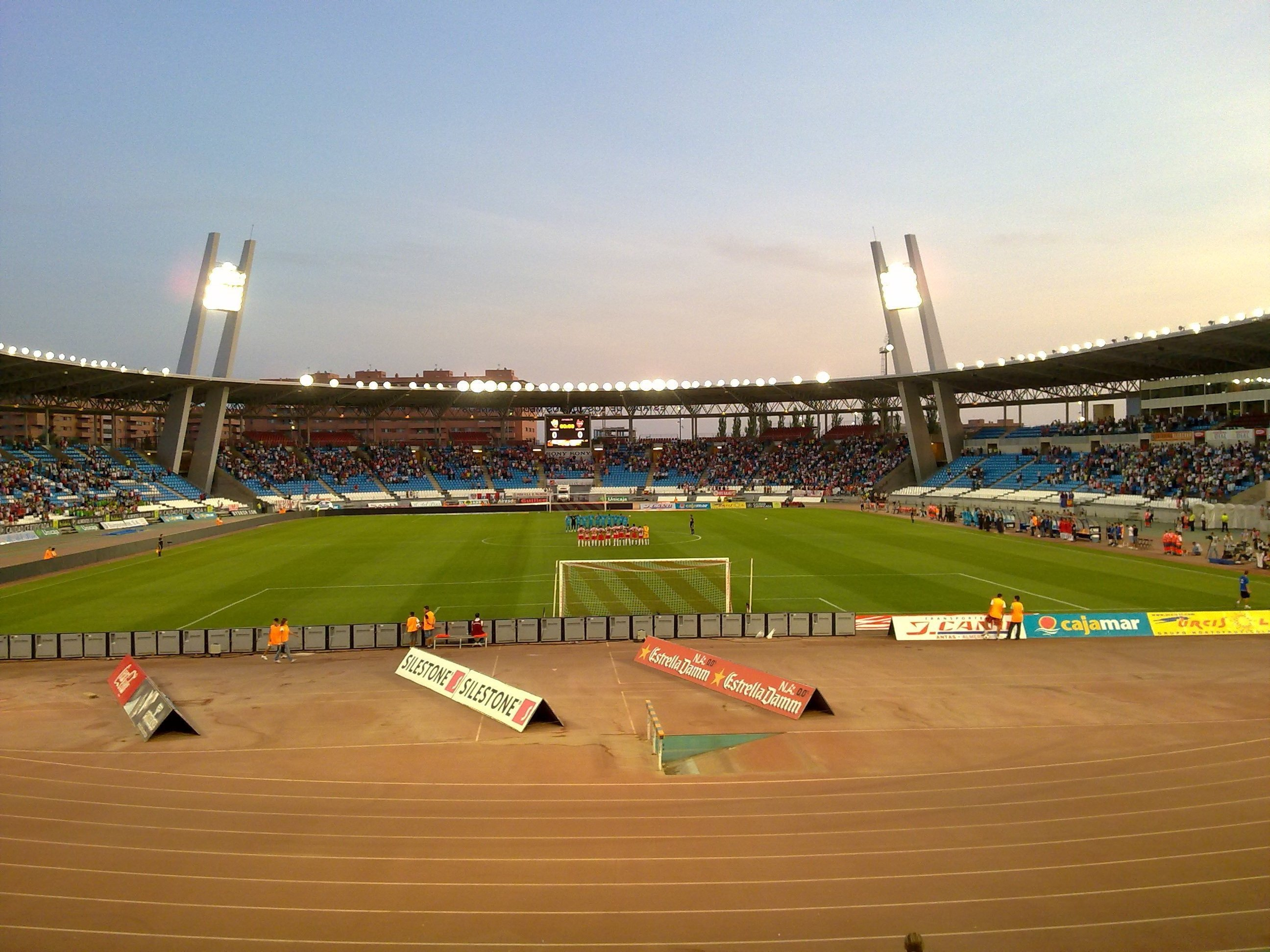
북쪽 스탠드에서의 내부 전경
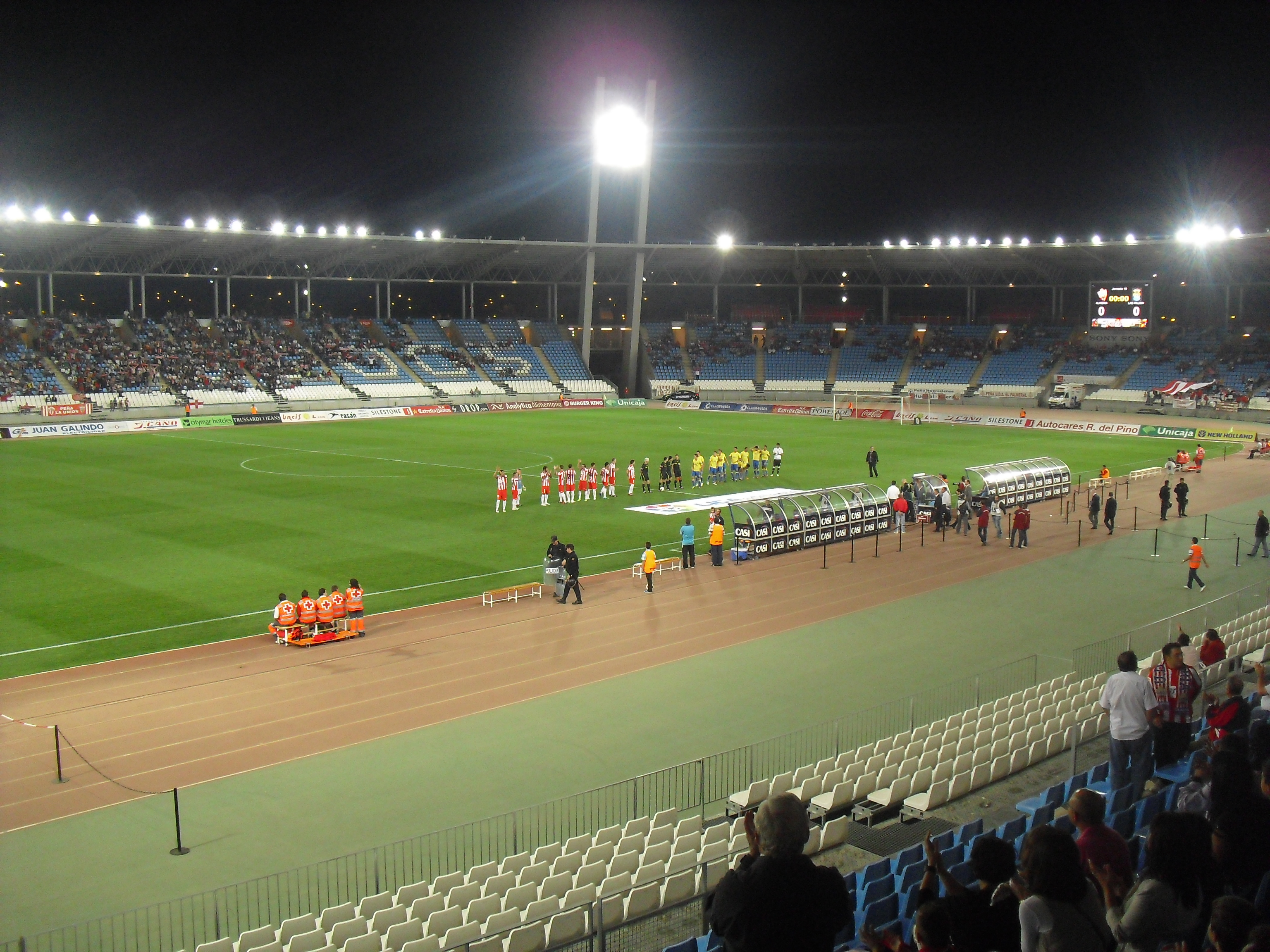
2011년 알메리아와 라스 팔마스 간 경기
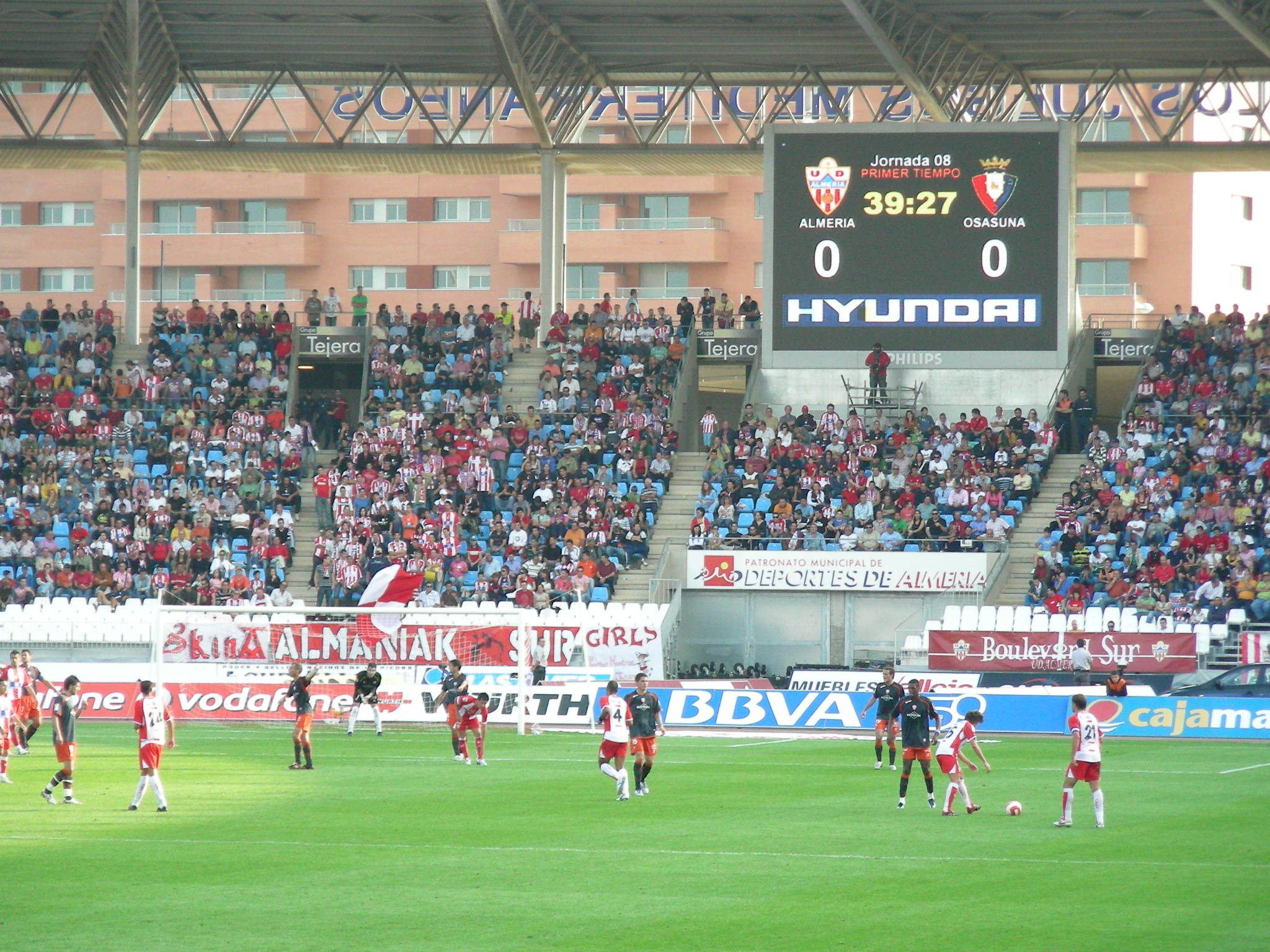
2007년 알메리아와 오사수나 간 경기
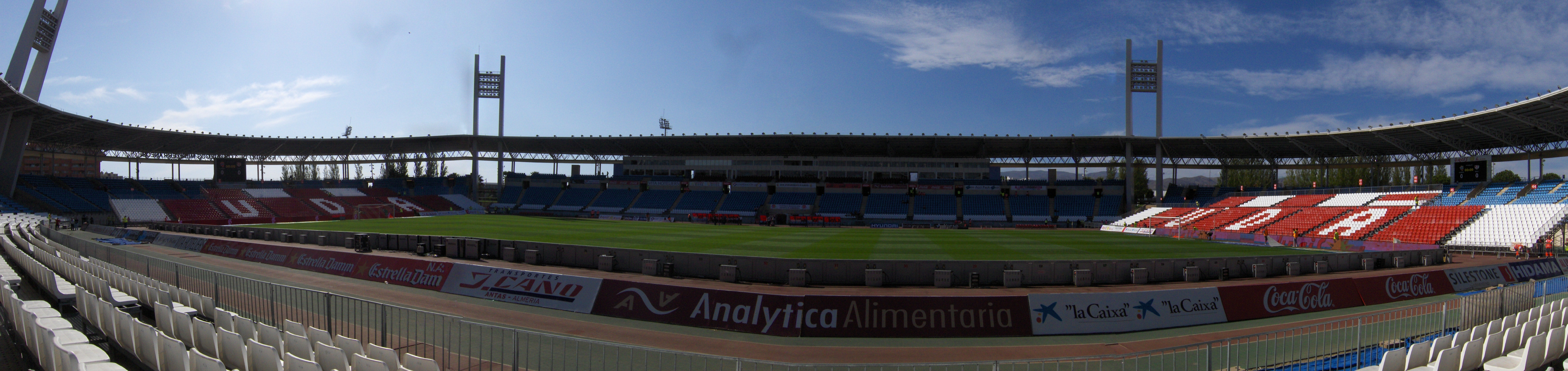
2013년 지중해 게임 경기장의 내부 전경